# Хрустальный дворец
Хруста́льный дворе́ц (англ. Crystal Palace) в лондонском Гайд-парке был построен в 1850—1851 годах к Всемирной выставке 1851 года. Конструкция из деревянных рам, листового стекла, железных балок и чугунных опорных стоек стоила относительно недорого и могла быть разобрана после окончания выставки. Выставочное пространство общей площадью свыше 90 тыс. м², протяжённостью 564 м, шириной 124 м и высотой до 33 м, выстроенное под руководством Джозефа Пакстона, вмещало до 14 000 посетителей. По завершении выставки Дворец был разобран и перенесён на новое место, в Сайденхэм (Sydenham), юго-восточный район Лондона. 30 ноября 1936 года Хрустальный дворец был уничтожен пожаром и более не восстанавливался.
Дворец дал своё имя прилегающему району Южного Лондона, железнодорожной станции, комплексу телевизионных вышек и футбольному клубу «Кристал Пэлас». В 1854 году по образцу и подобию Хрустального дворца для проведения Первой общегерманской промышленной выставки в Мюнхене был возведён Стеклянный дворец, который сгорел за пять лет до Хрустального в 1931 году.

## Выставка 1851 года
Организаторы выставки: принц Альберт и сэр Генри Коул оказались в затруднительном положении. В короткий срок требовалось возвести выставочные здания огромной площади. На архитектурный конкурс согласно идеологии историзма и вкусам викторианской эпохи были поданы проекты в «готическом», «классическом», «ренессансном» стилях. Именно тогда лучшим в прагматическом отношении и отвечающим необычным задачам был признан проект Джозефа Пакстона (Пэкстона), предложившего возвести каркасное сооружение по примеру садовых оранжерей.
Джозеф Пакстон, возведённый за свои заслуги в рыцарство, не был профессиональным строителем, он был садовником из Чатсуорта, имевшим практический опыт постройки крупных оранжерей. Инженерную часть проекта возглавил профессионал Уильям Кабитт, собственно проектирование — Чарльз Фокс. Наблюдательный совет выставки возглавлял Изамбар Брюнель. Оформление интерьеров проектировал архитектор и теоретик искусства Оуэн Джонс. Проект в целом был основан на идее модульных структур, что было революционным для того времени, и привязан к единому стандартному элементу — листу стекла максимально возможного размера: 1,25 м. Вся постройка оказалась подчинённой единой модульной структуре: лист стекла, деревянная рама, решётчатые железные балки и опорные стойки из чугуна.
Идея Пакстона использовать модульные конструкции из железных и деревянных элементов позволила выстроить Дворец в срок менее одного года. В постройке было занято 5000 человек (не более 2000 единовременно). Для производства более чем 84 000 м² остекления крупнейшей английской фирме, Chance Brothers, пришлось завозить на свои заводы мастеров из Франции. Деревянные и металлические элементы конструкции были изготовлены на разных заводах в Бирмингеме и их собирали прямо на строительной площадке. О здании писали с гордостью, что по площади оно равняется четырём соборам Св. Петра в Риме, несмотря на то, что полуциркульные своды дворца имели пролёты много меньше, чем у многих средневековых сооружений. Рациональная конструкция дворца опередила своё время, но в художественном отношении он был архаичен: тройной неф и поперечный трансепт, как в средневековых готических соборах. Применив яркую раскраску внутри, Оуэн Джонс замаскировал несущую конструкцию ажурным декором с коринфскими капителями. Интерьеры украсили мраморные статуи, большой фонтан и старые деревья, специально сохранённые на строительной площадке.
Не все отклики были положительными. Ироничное название «Хрустальный дворец» придумали журналисты из сатирического журнала «Панч». Авторитетный критик Джон Рёскин увидел в огромном здании «только оранжерею, бо́льшую, чем все построенные до сих пор». Он не признал в оранжерее никаких достоинств, язвительно заметив: «Это совсем не дворец и не хрустальный». По определению Готфрида Земпера, произведение Пакстона — «не архитектура, а пустота, заключённая в стекло». Историк культуры Л. Бухер отмечал отсутствие в здании зрительных ориентиров, позволяющих в полной мере оценить его монументальность и даже необычные физические размеры, что всегда имеется в классической архитектуре.
Среди прочих инноваций здания были и первые платные туалеты для публики, ценой в один пенни. Всего за шесть месяцев работы выставки через них прошло 827 280 посетителей. Выставка в целом оказалась коммерческим успехом, принеся прибыль в 160 000 фунтов при стоимости постройки в 150 000. Впоследствии одноимённые хрустальные дворцы возводились для выставок в Нью-Йорке (1853), Мюнхене (1854), Порту (1865). Повсеместно строились гигантские стеклянные дебаркадеры железнодорожных вокзалов, несмотря на сложности в их эксплуатации.
После закрытия выставки в октябре 1851 года организаторы были обязаны привести Гайд-парк в первоначальное состояние. Общество, в целом восхищённое дворцом и выставкой, не имело единого мнения по поводу судьбы дворца. Пакстон, защищая своё детище, предложил устроить в нём постоянный зимний сад и добился от парламента разрешения оставить дворец на месте до мая 1852 года; в апреле 1852 года консерваторы провели противоположное решение, приговорив дворец к разборке до основания. Конструкции дворца, как металлолом, были проданы «на корню» металлургическим заводам Fox & Henderson.

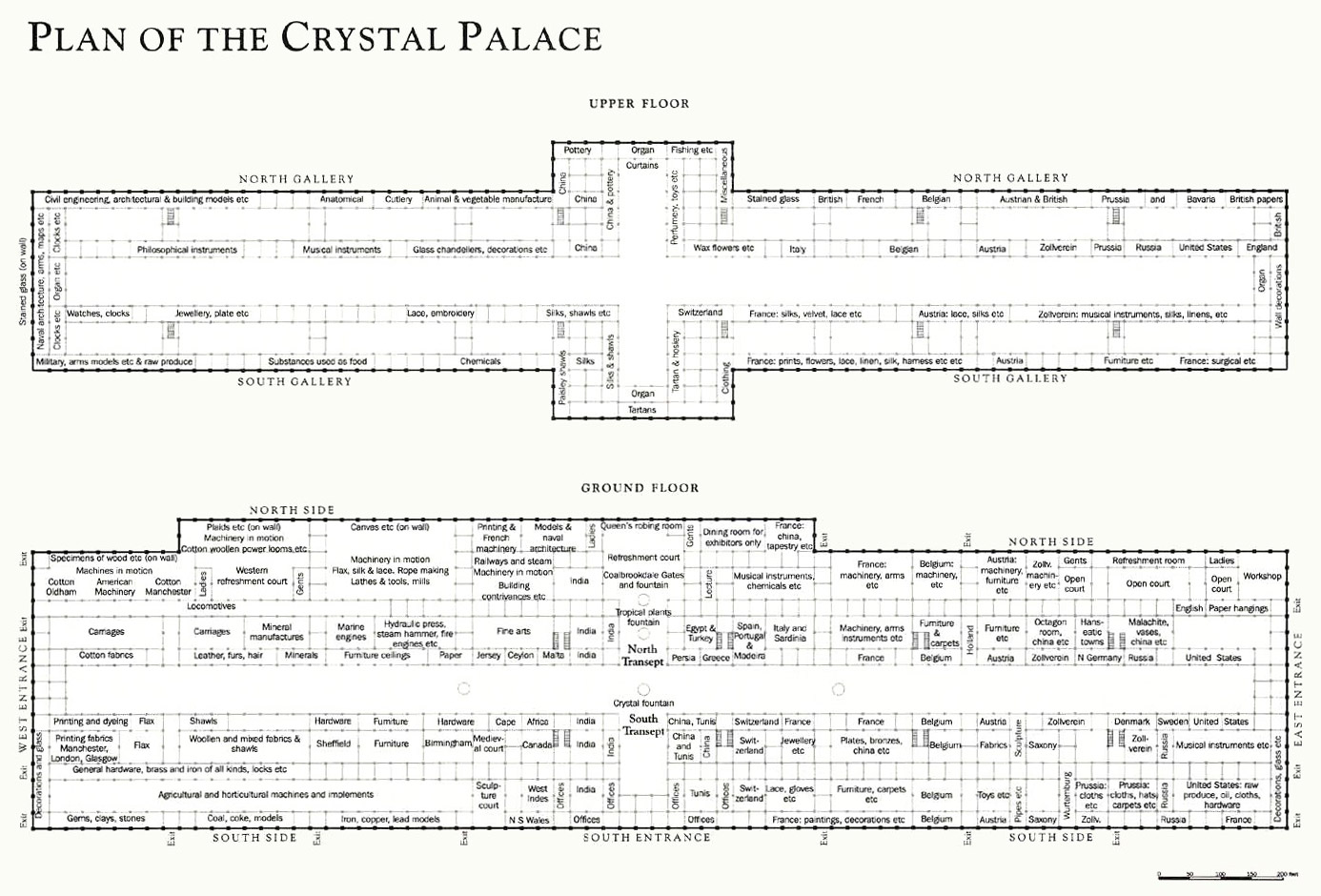
План
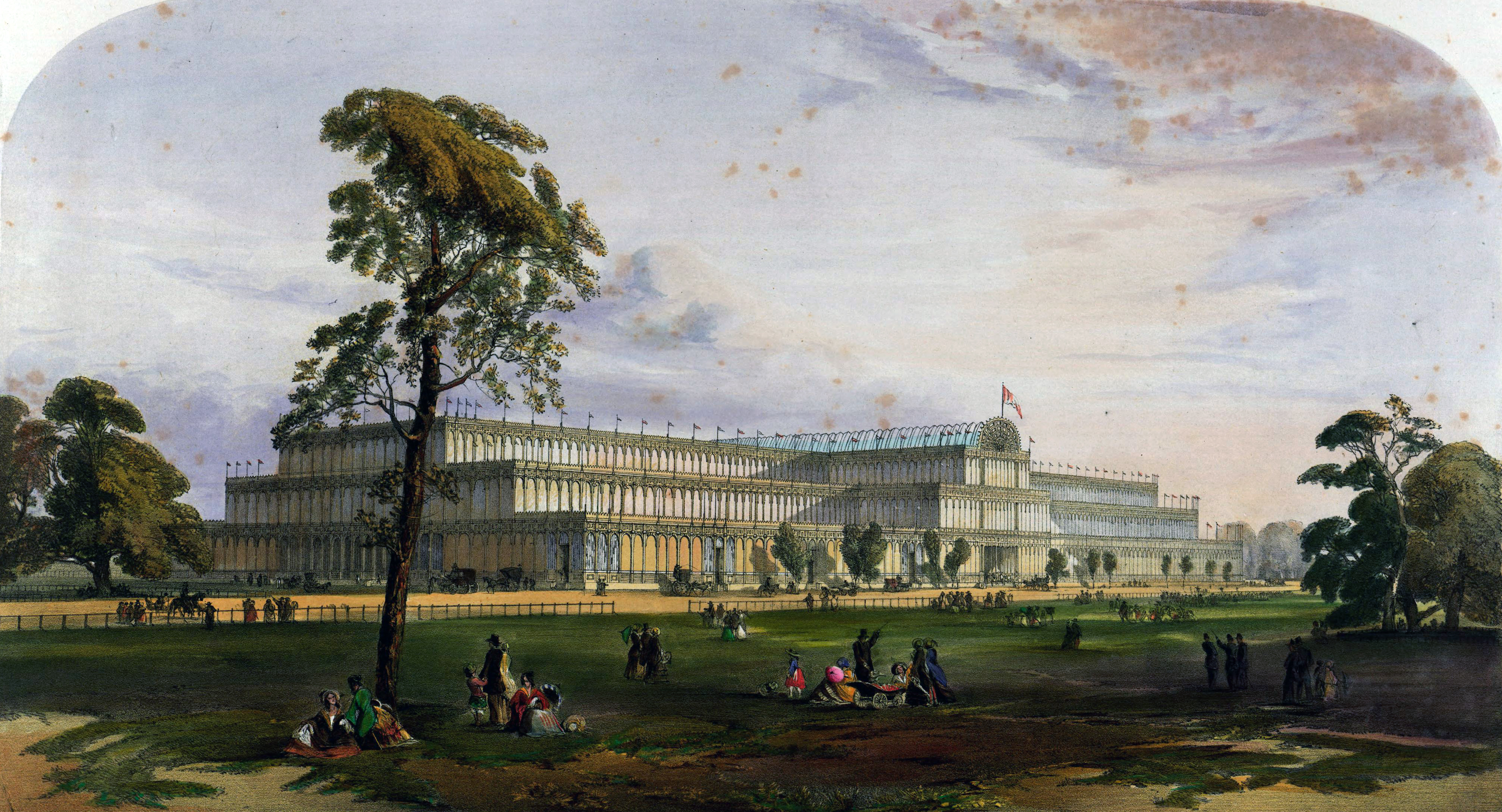
1851. Общий вид
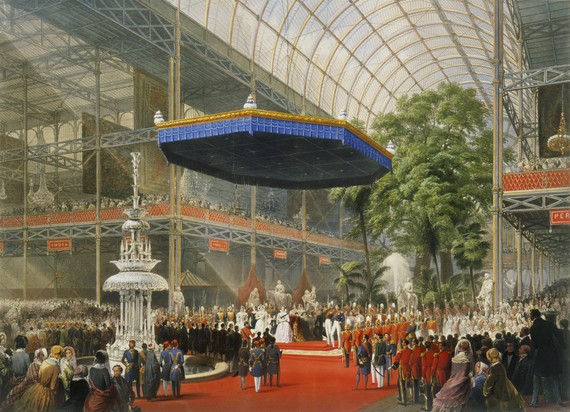
1851. Королева Виктория на открытии выставки

## На новом месте
Предвидя такой исход, Пакстон основал «Компанию Хрустального Дворца» (The Crystal Palace Company), и сумел привлечь в неё полмиллиона фунтов частных капиталов. Для переноса дворца компания приобрела 389 акров (157 га) земли в Сиднем-Хилле. Из них 17 акров были перепроданы железнодорожной компании, построившей ветку пассажирского сообщения, огибавшую участок, и железнодорожную станцию Crystal Palace, действующую по сей день — по плану Пакстона станция должна была быть соединена с дворцом крытой остеклённой аркадой. Ещё 120 акров были проданы под жилое строительство, после чего новый парк приобрёл свои современные размеры — около 200 акров (81 га).
Компания потратила 70 000 фунтов на выкуп конструкций дворца у Fox & Henderson и приступила к постройке 5 августа 1852 года. Новое здание было расширено с трёх этажей до пяти, что удвоило его площадь. Залы нового дворца были выполнены в античных и средневековых стилях и украшены копиями статуй и витражей соответствующих эпох. На работах было занято свыше 7 000 рабочих; 12 из них погибли при обрушении кровли в августе 1853 года.
Парк, спроектированный Эдвардом Миллнером, включал двойной каскад прудов и «естественное» озеро с островами — всего 15 водоёмов. В фонтанах было задействовано до 12 000 струй высотой до 76 м, расходовавших до 7 миллионов галлонов воды на каждое представление. Напор обеспечивали две водонапорные башни по проекту Брюнеля (первые башни по проекту Пакстона рухнули под тяжестью воды до открытия парка). Эксплуатация фонтанов оказалась чрезмерно дорогой, они были вскоре заброшены — в 1894 году два пруда были засыпаны, на месте третьего в 1895 году выстроен футбольный стадион. Восстановление дворца и парка обошлось в 1 300 000 фунтов — на 800 000 дороже сметы.
Новый дворец открылся 10 июня 1854 года. Открытие было задержано на месяц требованиями консерваторов «устранить» половые органы с копий античных статуй; фиговые листья не устроили критиков, и статуи пришлось задрапировать. В первые 30 лет (1854—1884) первый в Лондоне тематический парк привлекал до 2 миллионов зрителей в год, здесь устраивались регулярные спортивные состязания, любительские и коммерческие выставки. В концертном зале вместимостью 4 000 человек с 1857 года проводились ежегодные Генделевские фестивали; в парке, впервые в истории, были выставлены фигуры динозавров в натуральный рост, созданные скульптором Бенджамином Хокинсом. Цены на билеты, в зависимости от спроса на отдельные мероприятия, варьировали от 5 пенсов до 1 гинеи. Число посетителей, вероятно, было бы больше, если б не официальный запрет на устройство массовых гуляний по субботам — организаторы дворца еле сводили концы с концами, и долг в 800 000 фунтов висел на компании Хрустального Дворца вплоть до его гибели.
30 декабря 1866 года во дворце произошёл первый серьёзный пожар — по иронии судьбы, за два дня до публичной лекции о противопожарной дисциплине. Были уничтожены исторические залы и оранжереи северного трансепта, погибли питомцы зверинца. Из-за финансовых сложностей трансепт не был восстановлен — на его месте появилась сплошная стеклянная стена, а в 1872 году утрату зверинца компенсировали устройством 120-метрового морского аквариума.

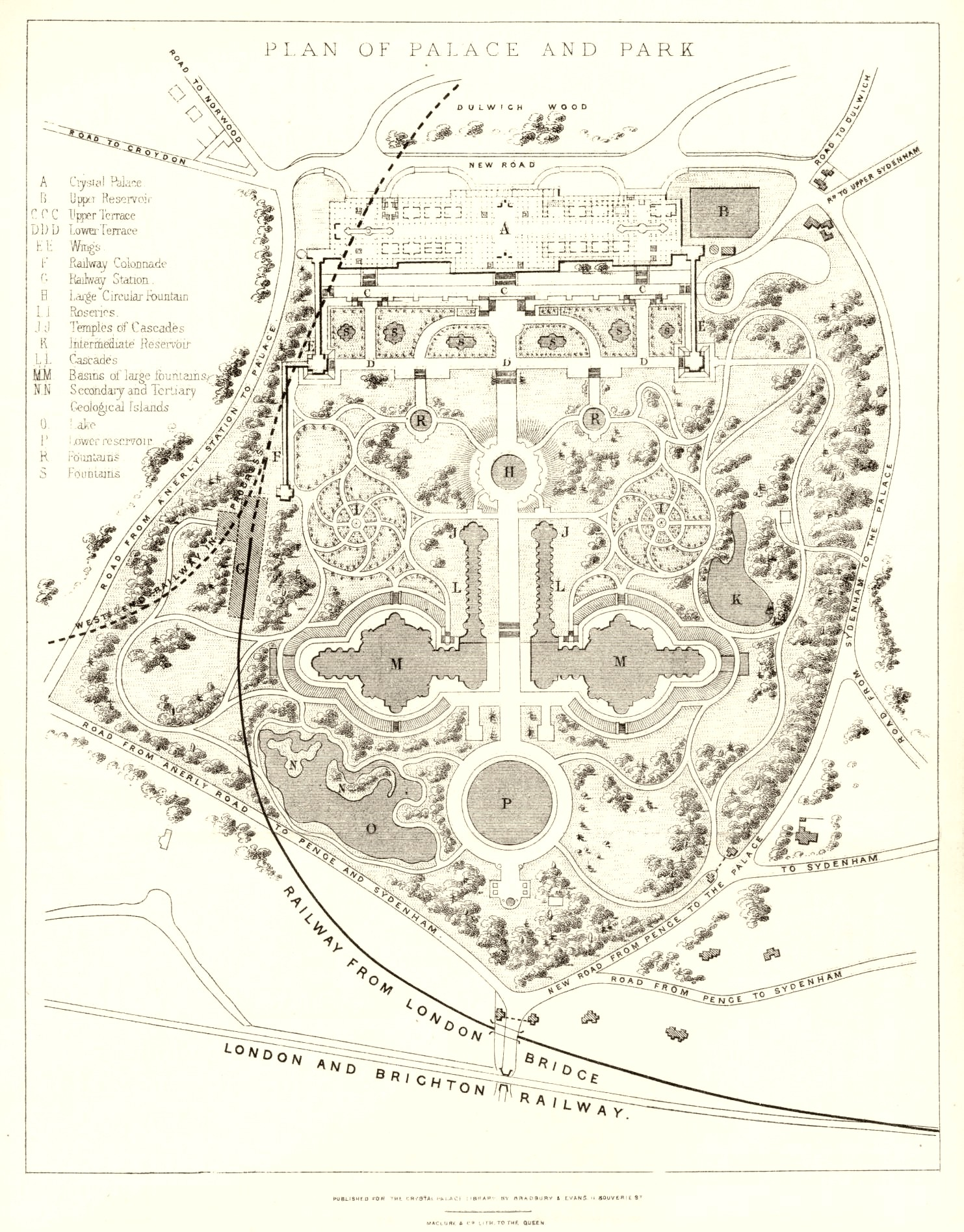
Генплан 1857
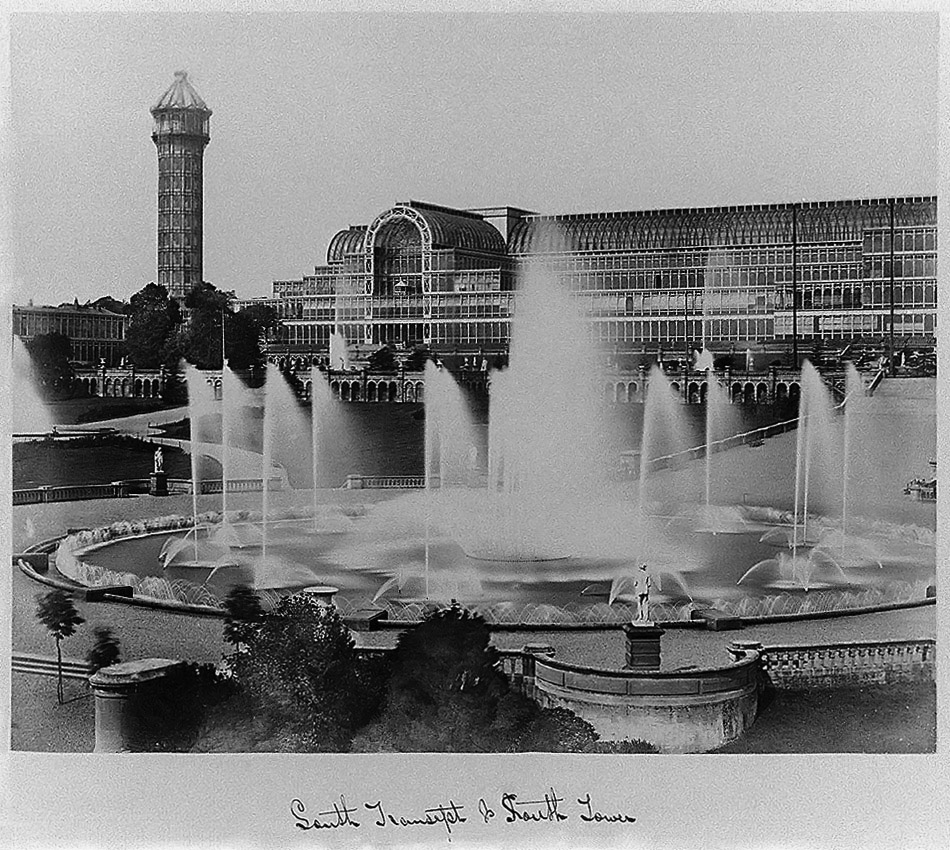
На новом месте. Фото 1854
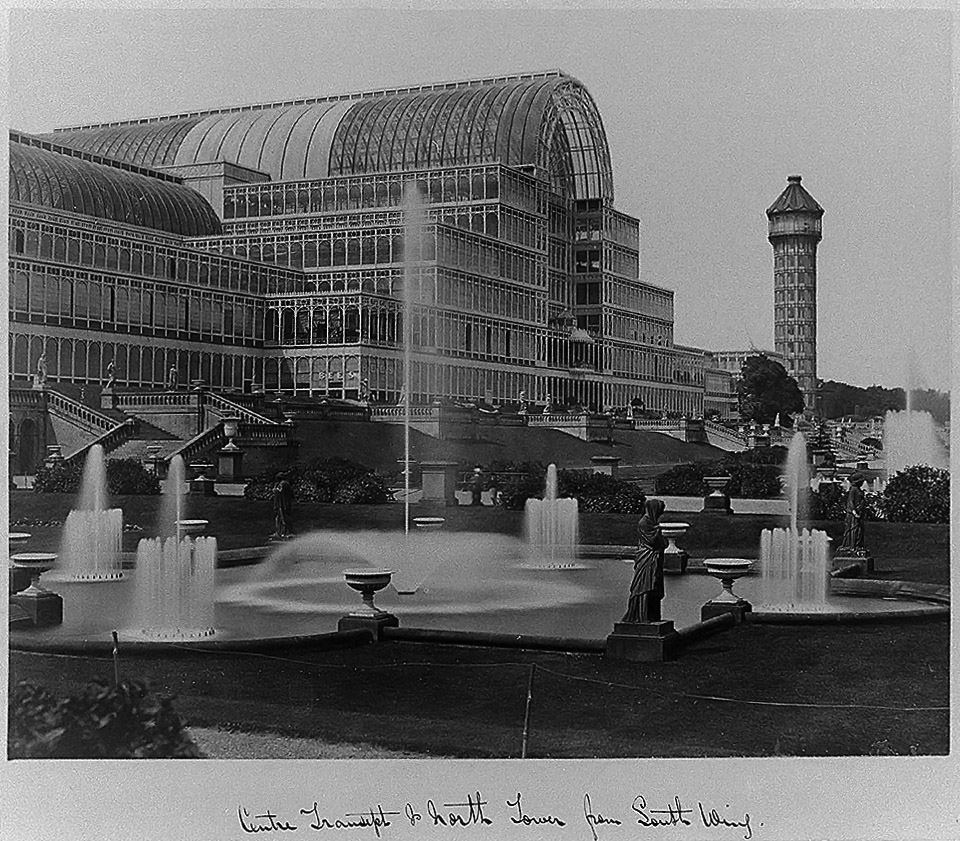
Фото 1854

## XX век

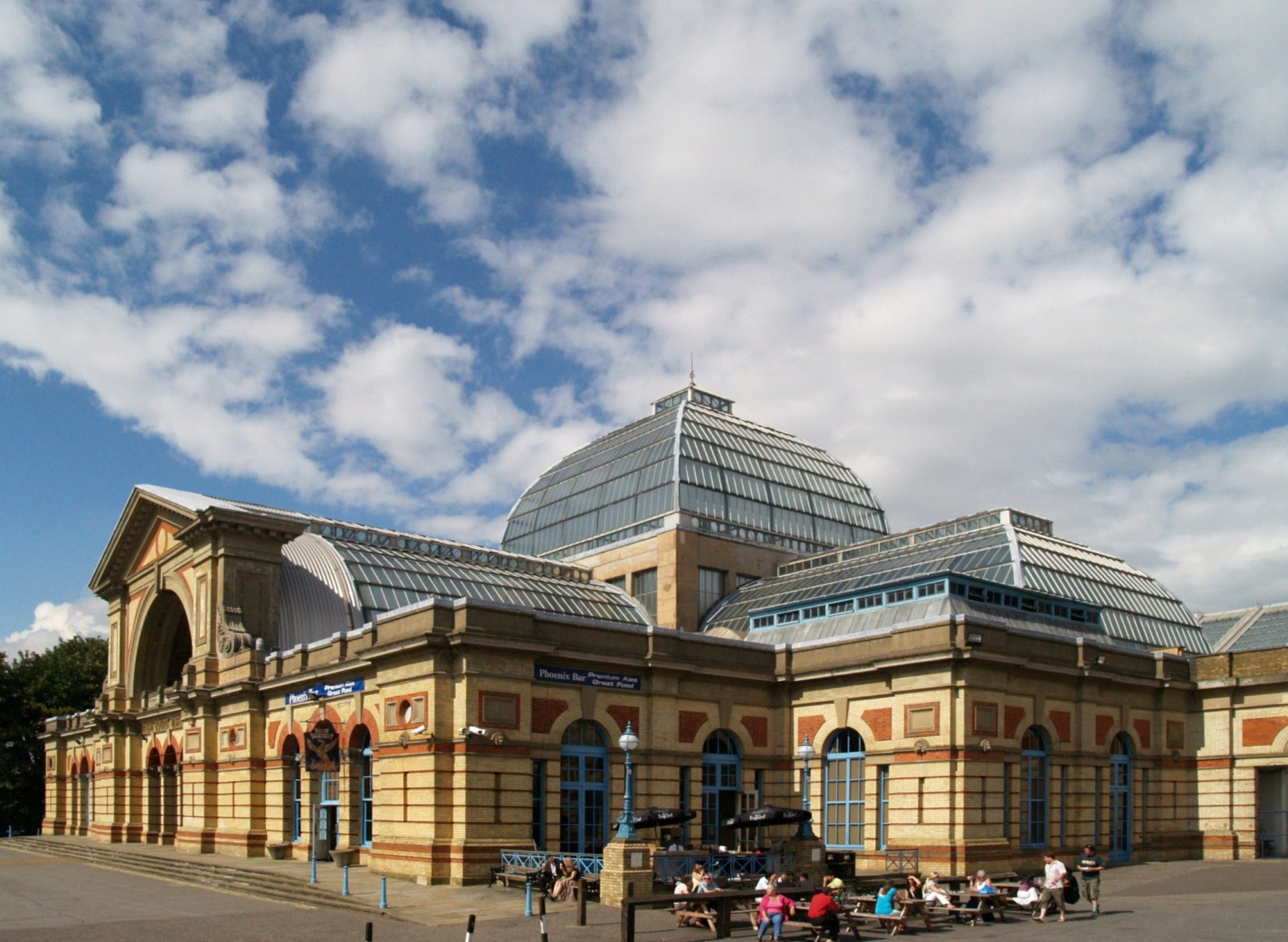
Народный дворец — здание, возведённое в 1870-е годы на севере Лондона в пандан к Хрустальному дворцу

В начале XX века интерес публики к старому парку угас. Последним успешным событием стали торжества в честь коронации Георга V в июне 1911 года. Это не спасло компанию от банкротства, и суд постановил продать парк и дворец с молотка. За три недели до аукциона, 9 ноября 1911 года, мэр Кардиффа, лорд Плимутский, выкупил всё имущество компании за 230 000 фунтов. Лорд-мэр Лондона организовал публичную кампанию за национализацию парка, организовал публичную подписку и в 1913 году выкупил парк в государственную собственность.
Во время Первой мировой войны в здании размещались учебные части и склады британского флота. Всего через школу Хрустального Дворца прошло до 125 000 военнослужащих. После войны в дряхлеющем здании дворца разместилась радиотехническая фирма Джона Бэрда — пионера механического телевидения, а на территории парка разместили мачты радиопередатчиков. Отсюда в 1927 году Бэрд провёл трансляцию телевизионного сигнала из Лондона в Глазго.

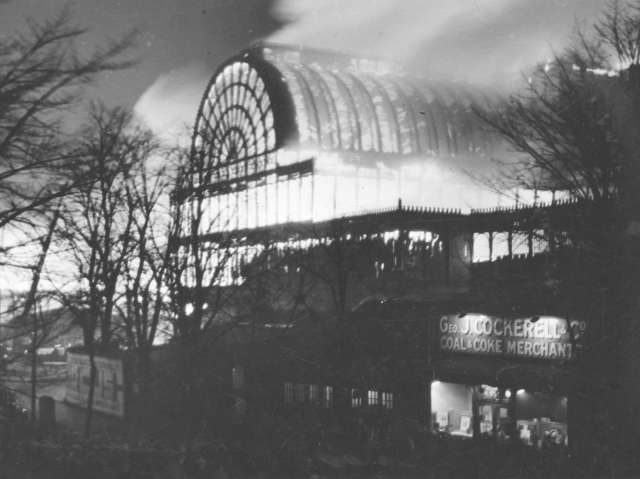
Хрустальный дворец в огне

Около 19.00 30 ноября 1936 года в центральном трансепте возник очаг огня. Двое служителей пытались самостоятельно сбить пламя, первый телефонный вызов в пожарную часть был зарегистрирован лишь в 19.59, первые расчёты появились на месте уже через 4 минуты, но было поздно. Несмотря на усилия 88 пожарных расчётов (438 человек), к утру здание полностью выгорело. Причина пожара не была точно установлена; обгорелые конструкции здания разобрали на металлолом.
Во время Второй мировой войны территория парка была поделена фирмой Бэрда — закрытым оборонным объектом, и военно-хозяйственными учреждениями. Брюнелевские водонапорные башни были снесены в 1940 и 1941. Одно из последних зданий времён Пакстона, Школа Искусств, сгорела 24 октября 1950 года. Все последующие проекты восстановления дворца или новых масштабных построек не были реализованы, подтверждая слова последнего управляющего, Генри Бакленда: «Другого не будет никогда» (англ. There will never be another). В 1990 году в парке был открыт частный музей Хрустального Дворца.
Тем не менее, в истории архитектуры исчезнувший дворец оставил заметный след. Под влиянием этой постройки во многих странах усилилось увлечение «зимними садами» и строительством парковых увеселительных оранжерей. В 1860-х годах в Санкт-Петербурге планировали построить «Хрустальный дворец» на площади перед Александринским театром с постоянной выставкой экзотических растений, с фонтанами и статуями. Для Политехнической выставки в Москве 1872 года по проекту архитектора И. А. Монигетти и инженера Н. И. Путилова под стенами Кремля вдоль Москвы-реки построили павильон Морского отдела из металлического каркаса и стекла огромной площади (2100 м²), он вызывал восхищение современников. Как и лондонский дворец, по завершении выставки сооружение разобрали.

## Упоминания в культуре
В романе И. С. Тургенева «Дым» (глава 14) Хрустальный дворец упоминается в качестве примера «выставки всего, до чего достигла людская изобретательность». Рассказчик (Потугин) в беседе с Литвиновым рассуждает о вкладе России в мировую культуру.
В «Записках из подполья» (1864) Ф. М. Достоевского рассказчик резко критикует дворец, который олицетворяет для него промышленный капитализм, научный рационализм и сопутствующие им явления.
В романе Н. Г. Чернышевского «Что делать?» (4й сон Веры Павловны)
Хрустальный дворец упоминается для описания знания из будущего «Теперь нет такой; нет, уж есть один намек на нее, — дворец, который стоит на Сайденгамском холме: чугун и стекло, чугун и стекло — только».
В компьютерной игре The Order: 1886, эксклюзивной для консоли PlayStation 4, на Хрустальный дворец обрушивается дирижабль Агамемнон, который и становится причиной пожара.
В аниме Eikoku Koi Monogatari Emma (2007), действие которого разворачивается в конце Викторианской эпохи, Хрустальный дворец является центральной в повествовании достопримечательностью Лондона, вокруг которой развиваются важные события жизни героев.

## Комментарии
1. ↑  Паровозный дым ускорял коррозию и требовал постоянного мытья стёкол. Крайне затруднительно было и расширение таких вокзалов[5].